# Rodrigo Tapia (Fußballspieler, 1988)
Rodrigo Eduardo Tapia Contreras (* 13. März 1988 in Santiago) ist ein ehemaliger chilenischer Fußballspieler. Der Stürmer wurde zweimal chilenischer Meister.

## Karriere
Rodrigo Tapia begann seine Profikarriere 2006 beim CSD Colo-Colo, bei dem er bereits in der Jugend gespielt hatte. In seiner Debütsaison wurde er Meister sowohl der Apertura als auch der Clausura. Bei den Albos konnte er sich aber trotz vielversprechender Einsätze nicht durchsetzen und wurde mehrfach verliehen. 2009 wechselte er fest zu Deportes Ovalle. Anschließend spielte er für Trasandino und San Antonio Unido. Im Alter von 25 Jahren beendete er seine Fußballkarriere.

## Erfolge
Colo-Colo
- Chilenischer Meister: 2006-A, 2006-C